# Wulf Segebrecht
Wulf Segebrecht (* 9. Dezember 1935 in Neuruppin) ist ein deutscher Germanist.

## Biografie
Wulf Segebrecht besuchte Schulen in Königsberg in Ostpreußen, Kolberg in Pommern und nach 1945 in Lübeck. Nach dem Abitur studierte er Germanistik und Geschichte in Göttingen, Bonn, Köln und München. Er erhielt eine Förderung durch die Studienstiftung des deutschen Volkes.
Wulf Segebrecht wirkte mit an der Gründung der Göttinger werkgruppe für dichtung, der unter anderen Sybille Penkert, Reinhard Döhl, Hans-Heinrich Lieb und Özdemir Nutku angehörten, sowie an deren Organ protokolle der werkgruppe für dichtung (1959/1960). Darin publizierte er Gedichte ebenso wie in den von Arnfrid Astel in Heidelberg herausgegebenen Lyrischen Heften. Am 8. Februar 1963 nahm er mit Sätzen zur Lyrikkritik an der Bühne für sinnliche Wahrnehmung – KONZIL teil, ein von dem Autor Gerd Hergen Lübben gegründetes und im Rahmen des Studium Universale von der Bonner Universität gefördertes kulturelles Forum (1961–1963). 1964 wurde Segebrecht an der Philosophischen Fakultät der Universität München bei Walter Müller-Seidel mit einer Dissertation über Autobiographie und Dichtung. Eine Studie zum Werk E. T. A. Hoffmanns zum Dr. phil. promoviert.
Nach wissenschaftlichen Tätigkeiten an den Universitäten Münster, Regensburg und Kiel hatte Wulf Segebrecht einen Lehrstuhl an der Universität Mainz (1978–1982) inne. 1982 wurde er auf den Lehrstuhl für Neuere deutsche Literaturwissenschaft an der Universität Bamberg berufen. 1991 nahm er eine Gastprofessur an der Pennsylvania State University wahr. Im Jahr 2003 wurde Wulf Segebrecht emeritiert. Seine Forschungsschwerpunkte sind deutsche Gedichte, Erzählungen und Romane. Seit 1982 ist er Herausgeber der Fußnoten zur Literatur.

## Auszeichnungen
- 2001: Preis der Frankfurter Anthologie
- 2012: Die E.T.A. Hoffmann-Medaille[4]

## Veröffentlichungen
- Das Gelegenheitsgedicht. Ein Beitrag zur Geschichte und Poetik der deutschen Lyrik. Metzlersche J. B. Verlagsbuchhandlung, Stuttgart 1977, ISBN 3-47600346-9.
- Goethes Gedicht über allen Gipfeln ist Ruh und seine Folgen. Texte, Materialien, Kommentar. Carl Hanser, München 1978, ISBN 3-44612499-3.
- Der Bamberger Dichterkreis: 1936–1943. (Hrsg.). Verlag Peter Lang, Frankfurt am Main 1987, ISBN 3-8204-0104-0.
- Fundbuch der Gedichtinterpretationen. Bearbeitet von Rolf-Bernhard Essig. Schöningh, Paderborn 1997, ISBN 3-506783009.
- Tübinger Epicedien zum Tod des Reformators Johannes Brenz. (Hrsg.) Kommentiert von Juliane Fuchs und Veronika Marschall unter Mitw. von Guido Wojaczek. Verlag Peter Lang, Frankfurt am Main 1999, ISBN 3-631-33358-7.
- Was sollen Germanisten lesen? Ein Vorschlag. Erich Schmidt Verlag, 2000, ISBN 3-503049347.
- Das deutsche Gedicht. Vom Mittelalter bis zur Gegenwart. (Hrsg.). Unter Mitarbeit von Christian Rößner. Fischer, Frankfurt am Main 2005, ISBN 3596159245.
- Was Schillers Glocke geschlagen hat. Carl Hanser, München 2005, ISBN 3-446205934.
- (Hrsg.): Neues Fundbuch der Gedichtinterpretationen. Bearbeitet von Christian Rößner. Hannover 2005, ISBN 3865250114.
- Deutsche Balladen: Gedichte, die dramatische Geschichten erzählen. (Hrsg.) Carl Hanser, München 2012, ISBN 978-3-446-23995-1.
- Der Blumengarten oder: Reden vom Gedicht. Königshausen & Neumann, Würzburg 2015, ISBN 978-3826057212.
- Mein Lesen und Schreiben im Laufe der Zeiten. In: Literatur als Lebensform: Eine Sammlung lesebiographischer Essays (= Dynamiken der Vermittlung: Koblenzer Studien zur Germanistik, 3). Hrsg. von Stefan Neuhaus, Lothar Bluhm, Volker Ladenthin. Tectum Verlag 2016, ISBN 978-3-8288-3717-1, S. 41–52.
- Augustus Buchner: Deutsche Gedichte (Mithrsg. mit Gerd Hergen Lübben). Fußnoten zur Literatur, 58. Bamberg 2020. ISBN 978-3-935167-12-3.
- Goethes Nachtlied »Über allen Gipfeln ist Ruh’«. Ein Gedicht und seine Folgen. Wallstein Verlag, Göttingen 2022. ISBN 978-3-8353-5278-0.